# 1222 Tina
Az 1222 Tina (ideiglenes jelöléssel 1932 LA) a Naprendszer kisbolygóövében található aszteroida. Eugène Joseph Delporte fedezte fel 1932. június 11-én.